# NGC 1503
NGC 1503 је спирална галаксија у сазвежђу Мрежица која се налази на NGC листи објеката дубоког неба.
Деклинација објекта је - 66° 2' 26" а ректасцензија 3h 56m 33,3s. Привидна величина (магнитуда) објекта NGC 1503 износи 13,5 а фотографска магнитуда 14,4. NGC 1503 је још познат и под ознакама ESO 83-13, IRAS 03561-6611, PGC 14137.